# 瘤突蘆鯛
瘤突蘆鯛為輻鰭魚綱鱸形目鱸亞目鯛科的其中一種，分布於西大西洋區，從美國北卡羅來納州至佛羅里達州南部海域，棲息深度7-90公尺，體長可達54.4公分，棲息在沿海礁石區，可做為食用魚。